# 汤阴县
汤阴县是中国河南省安阳市下辖的一个县。面积639平方公里，总人口約46万人。县人民政府驻城关镇。

## 历史
周武王克商，将商朝的王畿一分为三，朝歌以西称之为邶，以东称之为卫，以北称之为鄘。邶國在今汤阴县境内。《诗经·邶风》即这一带的古代歌谣。

## 行政区划
汤阴县下辖9个镇、1个乡：
城关镇、菜园镇、任固镇、五陵镇、宜沟镇、白营镇、伏道镇、韩庄镇、古贤镇和瓦岗镇。

## 人口
截至2020年11月，湯陰縣常住人口為455136人。

## 交通
- 107国道过境。
- 京广铁路：汤阴站

## 名胜
本地的全国重点文物保护单位有：羑里城遗址（传说中周文王写作《周易》的地方）和汤阴岳飞庙。